# Robrecht van Brugge
Robrecht van Brugge  (Brugge - Clairvaux, 29 april 1157) was monnik in de Abdij van Clairvaux (1131-1138 en 1154-1157), de eerste abt van de  Abdij Onze-Lieve-Vrouw Ten Duinen te Koksijde en de tweede abt van de Abdij van Clairvaux (1153-1157).

## Geschiedenis
Robrecht volgde - samen met tientallen anderen - Bernardus naar de Adij van Clairvaux. Hij werd er monnik in 1131.
In 1138 wees Bernhardus, de abt van Clairvaux, Robrecht aan als abt van de Ten Duinenabdij. De benedictijnerabt Fulco was daar reeds een aantal jaar bezig geweest om de door hem gestichte benedictijnenabdij om te vormen tot een cisterciënzerabdij. 
In 1138 verwierf Robrecht gronden in Ramskapelle - het betrof een schenking van Sybille van Anjou, gravin van Vlaanderen. Ze waren afkomstig van kanselier Bertulf die stierf in 1127. Deze gronden betekenden een flinke uitbreiding van de Hemme-hoeve die eerder door Fulco was verworven.
Nog in 1138 verkreeg Robrecht gronden in Wulpen. Deze waren deels een gift en deels een aankoop van de familie Alnothus. Deze Alnothi Domus werd de basis voor de abdijhoeve 'Allaertshuizen'.
In 1143 of 1148 zou abt Robrecht ook 'De Bomgaart' ontvangen hebben van Walther Cath, Reynfredus en Arkenbaldus. De abdijhoeve Ten Bogaerde werd later, ten tijde van abt Nikolaas van Belle (1232/1233-1253), gebouwd.
In  1153 keerde Robrecht terug naar Clairvaux, waar hij Bernardus opvolgde als abt. Hij stierf op 29 april 1157 in de abdij. Robrecht van Brugge werd zalig verklaard, zijn feestdag is op 29 april.